# San Francisco Bar Pilots Association
La San Francisco Bar Pilots Association est une association officielle de pilotes de navire de la Baie de San Francisco et des cours d'eau limitrophes.
Les pilotes de cette association sont certifiés par la California Board of Pilot Commissioners (en). L'Association a été créée en 1850 et est membre de l' American Pilots Association. Elle est la plus ancienne organisation purement maritime de la côte du Pacifique des États-Unis avant la construction du plus vieux phare de Californie érigé sur l'île d'Alcatraz en 1854. Les pilotes sont tenus par la loi de maintenir un service constant avec suffisamment de pilotes à bord d'un bateau-pilote pour piloter tout navire arrivant dans le port.
En 1910, des bateaux à moteur comme le USS California (en) ont été construits pour les pilotes. En 1935 trois goélettes bateaux-pilotes ont été maintenus en service pour fournir cinq jours de rotation : California, Gracie S. et Adventuress. À cette époque, les bateaux-pilotes avaient un équipage de sept hommes pouvant accueillir jusqu'à dix pilotes en attente de navires.
Aujourd'hui, les pilotes de l'association sont chargés de piloter les navires dans les ports au sein de la baie de San Francisco et dans les Ports de Stockton, Sacramento et le port de Monterey en dehors de la baie.